# Simon the Sorcerer
Simon the Sorcerer (englisch für „Simon, der Zauberer“) ist ein Computerspiel des britischen Spieleentwicklers Adventure Soft aus dem Jahr 1993. Von einem Team um den Studiogründer Mike Woodroffe entwickelt, erschien zuerst eine Version auf Diskette für Computer mit dem Betriebssystem MS-DOS bzw. dazu kompatibles DOS. Es folgten Portierungen für andere Systeme. Eine erweiterte Version auf CD-ROM mit Sprachausgabe in Deutsch und Englisch erschien bereits 1994.
Nach der außerordentlich erfolgreichen Veröffentlichung, die als Meilenstein des Genres der Point-and-Click-Adventure betrachtet wird, entwickelte das Studio 1995 einen technisch nahezu identischen Nachfolger mit dem Titel Simon the Sorcerer II. Daraus entwickelte sich eine Simon-the-Sorcerer-Spieleserie von heute sieben Spielen, die an den Erfolg der ersten beiden Teile aber nicht mehr anknüpfen konnte.

## Handlung und Charaktere
Das Spiel handelt von den Abenteuern des englischen Jugendlichen Simon. An Simons zwölftem Geburtstag findet seine Familie einen unbekannten Hund und ein mysteriöses Buch auf der Türschwelle. Der Hund wird adoptiert und „Chippy“ genannt, das Buch auf dem Dachboden verstaut. Tage später schlägt Simon das Buch auf und öffnet dadurch versehentlich ein Portal in eine Parallelwelt, durch das Chippy springt. Simon folgt ihm. Die Parallelwelt enthält zahlreiche Elemente bekannter europäischer Märchen und Legenden, etwa Zauberer, Drachen, Riesen und sprechende Tiere. Der böse Zauberer Sordid (deutsch: „Abscheulich“) bedroht diese Welt, und Simon tritt unfreiwillig zum Kampf gegen ihn an.
- Simon ist ein ganz normaler Jugendlicher aus unserer Welt, der sein überraschendes Los mit viel Humor trägt. Im Laufe des Spiels wird er zum Zauberlehrling und Retter der Fantasywelt, die deutliche Züge von Mittelerde aus Der Herr der Ringe trägt.[2] Bemerkenswert ist sein Zaubererhut, in den er unendlich viele und beliebig große Objekte hineinstecken kann. In der englischen Originalversion wird Simon vom Schauspieler Chris Barrie (bekannt aus der TV-Serie Red Dwarf) gesprochen, der für sein Engagement 3.000 britische Pfund pro Tag bekam.[3]
- Calypso ist der gute Zaubermeister, zu dessen Rettung Simon auszieht, nachdem es ihn in die Fantasywelt verschlagen hat. Im ersten Teil des Spiels spielt Calypso keine tragende Rolle.
- Sordid ist der böse Zauberer, der die Fantasywelt unterjochen will und dazu Calypso und andere in Stein verwandelt. Er residiert in seiner Todesfestung und muss durch Simon bezwungen werden.
- Der Sumpfling ist ein grünes Reptil, das für seine „Sumpfsuppe“ berühmt ist und durch seine gebrochene Sprache auffällt.
- Ein zentrales Element des Humors des Spiels sind die absurden Nebencharaktere. Dazu gehören etwa sozialistische Holzwurmrevolutionäre, ein in eine Prinzessin verwandeltes Schwein, zwei unfähige Dämonen und ein streikender Brückentroll.

## Spielprinzip und Technik
Das Spiel folgt dem üblichen Aufbau damaliger Point-and-Click-Adventures mit Bedienverben und Inventar am unteren Bildschirmrand, anklickbaren Objekten im Spielfenster und Multiple-Choice-Dialogen. Der Humor des Spiels konterkariert die Fantasywelt. In vielen Fällen spielt er direkt auf die reale Welt an oder amüsiert sich über die im Spiel verarbeiteten Märchenklischees.

## Produktionsnotizen
Das Spiel wurde von der britischen Firma Adventure Soft unter Leitung von Simon und Michael Mike Woodroffe entwickelt. Simon Woodroffe, Designer des Spiels, ist der Sohn von Michael Woodroffe, dem Gründer von Adventure Soft. Inspirationsquelle für das Team waren die Monkey-Island-Spiele von LucasArts, die Scheibenwelt-Romane des Schriftstellers Terry Pratchett sowie das Rollenspielsystem Dungeons & Dragons. Das Entwicklerteam umfasste 15 Personen, das technische Skript stammt von Simon Woodroffe. Für das Spiel wurde die Spiel-Engine AGOS (Adventure Graphic Operating System) genutzt, eine Eigenentwicklung von Adventure Soft, an der Alan Cox mitarbeitete. Die Animationen wurden mit PowerAnimator erstellt.
Das Spiel erschien für den Amiga von Commodore und für zum IBM-PC kompatible Rechner mit dem Betriebssystem DOS (MS-DOS), anfänglich auf Diskette, später auf CD-ROM mit Sprachausgabe. In letzterer Version war Simon the Sorcerer als eines der ersten Adventures komplett vertont.
Um das Originalspiel auch auf neueren Plattformen spielbar zu machen, wurde vom ScummVM-Entwicklerteam eine entsprechende Unterstützung in deren Software- und Sciptsammlung mit aufgenommen. Damit läuft das Spiel auch auf aktuellen Versionen von Windows, macOS und Linux.
Im August 2009 wurde Simon the Sorcerer von iPhSoft als Mobile App für iOS umgesetzt. Das 2008 von Liron Barzilai in Tel Aviv, Israel gegründete Entwicklungsstudio änderte seinen Namen in MojoTouch und ließ im August 2013 eine Android-App folgen. Bei der ersten Veröffentlichung über Google Play trug sie den Namenszusatz „20th Anniversary Edition“. Im April 2018 veröffentlichte MojoTouch eine „25th Anniversary Edition“ für aktuelle Windows-Computer. Diese Version basierte auf dem Einsatz von ScummVM und der Verwendung eines Weichzeichner-Filters, was vom deutschen Computerspiele-Magazin 4Players als „unfähiger, respektloser Umgang mit einem Klassiker“ bezeichnet wurde.

### Nachfolger
- Simon the Sorcerer II: Der Löwe, der Zauberer & der Schrank
- Simon the Sorcerer 3D
- Simon the Sorcerer: Chaos ist das halbe Leben
- Simon the Sorcerer: Wer will schon Kontakt?

## Rezeption
Simon the Sorcerer war eines der erfolgreichsten Spiele seiner Zeit, mit über 600.000 verkauften Exemplaren weltweit  bis 1999 und wurde von der Kritik hoch gelobt. Das deutsche Magazin Retro Gamer sah das Spiel retrospektiv als „Höhepunkt“ des Entwicklerstudios Adventure Soft. Es stellte heraus, dass das Spiel in puncto Gameplay sehr deutlich an die mit der SCUMM-Engine erstellten Adventures der US-amerikanischen Firma Lucasfilm Games erinnere und eine „spielbare Parodie“ der Fantasy-Welten von J. R. R. Tolkien und Dungeons & Dragons darstelle.